# 88 Kearny Street
Le 88 Kearny Street est un immeuble de bureaux situé dans la rue Kearny Street (en) à San Francisco en Californie. Le gratte-ciel a été conçu par Skidmore, Owings and Merrill et achevé en 1986. Il est également nommé California Federal Savings. Il a une hauteur de 309 pieds (94 m) et comporte 22 étages.

### Source de la traduction
- (en) Cet article est partiellement ou en totalité issu de l’article de Wikipédia en anglais intitulé « 88 Kearny Street » (voir la liste des auteurs).